# Броуд, Эли
Эли Броуд (/broʊd/ Шаблон:Respell ;; 6 июня 1933, Бронкс, Нью-Йорк — 30 апреля 2021, медицинский центр Седарс-Синай, Калифорния) — американский бизнесмен и филантроп. В июне 2019 года Forbes поместил его имя на 233-е место в списке самых богатых людей мира и на 78-е место среди самых богатых людей в Соединенных Штатах с примерной оценкой его капитала в 6,7 миллиарда долларов. Он был известен своими благотворительными вкладами в развитие общественного образования K — 12, поддержкой научных и медицинских исследований, изобразительного и театрального искусств.

## Ранний период жизни
Эли Броуд родился 6 июня 1933 года в Бронксе, Нью-Йорк, в семье Ребекки (Джейкобсон) и Лео Броуд, литовских еврейских иммигрантов, которые встретились и поженились уже в Нью-Йорке. Его отец работал маляром, а мать была портнихой. Его семья переехала в Детройт, штат Мичиган, когда Эли было шесть лет. В Детройте его отец стал профсоюзным лидером, а также открыл магазинами дешевых товаров "За пять центов". Броуд проходил обучение в государственных школах и в 1951 году окончил Центральную среднюю школу Детройта.
В 1954 году Броуд закончил с отличием Университет штата Мичиган по специальности бухгалтерский учёт и экономика. Во время учёбы в колледже Броуд работал продавцом женской обуви, занимался вывозом мусора и работал оператором сверлильного станка в Packard Motor, где он был членом профсоюзного объединения работников автомобильной промышленности United Auto Workers. В том же 1954 году 21-летний Брод женился на 18-летней Эдит Лоусон.
Эли Броуд стал самым молодым жителем Мичигана, получившим удостоверение сертифицированного бухгалтера (CPA), и этот рекорд держался до 2010 года. Броуд работал два года бухгалтером и вел вечерние занятия в Детройтском технологическом институте в качестве доцента бухгалтерского учёта в 1956 году. Желая работать самостоятельно, он основал свою собственную бухгалтерскую фирму, и муж двоюродного брата его жены Дональд Брюс Кауфман предложил ему офисное помещение в обмен на ведение бухгалтерского учёта небольшого жилищного строительства Кауфмана и субподрядного бизнеса.

## Карьера

### Кауфман и Броуд
Ведение бухгалтерского учета малого бизнеса Кауфмана привело к тому, что Эли решил сам заняться жилищным строительством. В 1956 году Броуд и Кауфман решили сотрудничать и вместе строить дома. Заняв 12 500 долларов у родителей жены, Броуд вложил половину капитала в первое совместное предприятие. Совместно они создали два проекта жилого дома для северо-восточного пригорода Детройта, который пользовался популярностью у молодого поколения покупателей жилья. В результате тщательного планирования строительства домов и технологических новшеств — вместо подвалов они устроили навес для машин, они смогли снизить стоимость домов. Ежемесячные платежи по ипотеке были меньше, чем арендная плата за квартиру с двумя спальнями. Кауфман и Броуд назвали эту модель «Победитель премии» и оценили ее в 13 700 долларов. За один уик-энд были проданы 17 моделей, за два года Кауфман и Брод построили 600 домов в пригороде Детройта. В 1960 году, опасаясь, что экономика Детройта слишком зависит от автомобильного бизнеса, они переехали в Феникс, штат Аризона . В 1961 году Kaufman and Broad Home Corporation (теперь KB Home) стали публичными на Американской фондовой бирже . В 1963 году Броуд перевел компанию в Лос-Анджелес . Вскоре после этого Кауфман вышел на пенсию, и он и его жена Глория Кауфман стали известными филантропами. К 1969 году KB Home стала первой компанией по строительству жилья, котирующейся на Нью-Йоркской фондовой бирже . В 1974 году Броуд ушел с поста генерального директора.

### Солнечная Америка (SunAmerica)
В 1971 году Броуд за 52 млн.долларов приобрел Sun Life Insurance Company of America — семейную страховую компанию, основанную в Балтиморе в 1890 году. Броуд превратил Sun Life в компанию SunAmerica, занимающуюся пенсионными сбережениями. SunAmerica стала открытой акционерной компанией в 1989 году, а оставшаяся доля в 42 % принадлежала Броуду. В 1998 году он продал SunAmerica компании American International Group (AIG) за 17,8 миллиарда долларов после трехнедельных секретных переговоров. Броуд оставался генеральным директором SunAmerica до 1999 года, после чего полностью посвятил свое время благотворительности .

### Литературные достижения
В 2012 году книга Броуда "Искусство быть неразумным: уроки нетрадиционного мышления " была опубликована Wiley and Sons и дебютировала как бестселлер в New York Times, The Wall Street Journal, USA Today и The Washington Post .
В июне 2019 года The New York Times опубликовала статью под авторством Броуда, выступающую за введение налога на богатство .

## Филантропия и гражданская активность

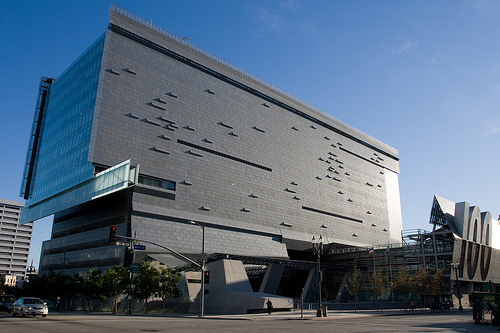
Площадь Эли и Эдит Броуд перед штаб-квартирой Caltrans District 7.

Супруги Эли и Эдит Броуд в 2010 году создали The Broad Foundations (благотворительный Фонд Эли и Эдит Броуд), в который вошли The Eli and Edythe Broad Foundation и The Broad Art Foundation. Активы этих организаций составляют 2,5 миллиарда долларов.
В том же году супруги Броуд подписали The Giving Pledge — обязательство состоятельных людей отдавать не менее половины своего состояния на благотворительность. Броуды обязались раздать 75 % своего состояния. За семь лет они выделили более 4 миллиардов долларов на поддержку государственных школ K-12, продвижение научных и медицинских исследований и продвижение современного искусства.
В 2017 году Эли Броуд объявил о своем уходе из Фонда Эли и Эдит Броуд, передав обязанности президенту Фонда Геруну Райли. Броуд пообещал, что останется попечителем Фонда и продолжит работать в совете музея Броуда. Брод сказал, что он в добром здравии, но чувствует, что пришло время «отойти в сторону».

### Образование
Заявленная миссия образовательной работы Фонда Эли и Эдит Броуд состоит в том, чтобы расширить возможности обучения для студентов из малообеспеченных сообществ, чтобы они могли полностью раскрыть свой потенциал. С момента своего основания в 1999 году Фонд получил гранты на сумму 650 миллионов долларов. В 2001 году Брод основал Броуд-Центр — некоммерческую организацию, занимающуюся развитием специалистов системы школьного образования.

#### Премия Броуда
С 2002 по 2014 год Фонд Броуда присуждал ежегодную премию (Broad Prize) в размере 1 миллиона долларов за развитие школьного образования . Премия Broad Prize была присуждена крупным городским школьным округам в Америке, которые добились наибольшего улучшения успеваемости учащихся, сократив при этом разрыв в успеваемости среди учащихся с низким доходом и цветных учащихся. В 2012 году Фонд учредил Премию для частных школ, которая присудила 250 000 долларов США за лучшее управление частной школой. В течение 17 лет призовые деньги на общую сумму почти 18 миллионов долларов пошли на поддержку стипендий студентов колледжей и на организацию программ подготовки к колледжу. Обе премии были официально упразднены в 2019 году.

#### Центр Броуда
Центр Броуда (Broad Center) выявляет, развивает и поддерживает выдающихся деятелей, вдохновленных работой над преобразованием государственного образования в двигатель передового опыта и справедливости. Эта некоммерческая организация включает в себя две тщательно отобранные программы профессионального развития: The Broad Academy и The Broad Residency in Urban Education.  Broad Academy поддерживает начинающих специалистов и нынешних руководителей городского школьного образования, сетей открытых частных школ и государственных департаментов образования, помогая им в работе над повышением эффективности своих организаций и усилением их влияния. Программа Broad Residency in Urban Education — это двухгодичная программа, которая позволяет начинающим специалистам изучать менеджмент городских систем государственных школ. Данная программа готовит аккредитованных магистров в области образования.

#### Частные школы
В 2015 году газета Los-Angeles Times получила секретное 44-страничное предложение, подготовленное Фондом Эли и Эдит Броуд и другими сторонниками устава, которое было разработано для включения в устав 50 % государственных школ Лос-Анджелеса. Результатом стало создание некоммерческой организации Great Public Schools Now.

### Меценатство
Брод в 1979 году стал председателем-основателем Музея современного искусства в Лос-Анджелесе и возглавлял совет музея до 1984 года. Он нанял директора музея и договорился о приобретении коллекции Панца для музея.
В 2008 году Фонд Броуда пожертвовал музею 30 миллионов долларов. Основным условием внесения пожертвования было сохранение самостоятельности музея и независимости от Музея искусств Лос-Анджелеса .
Броуд был пожизненным попечителем Художественного музея Лос-Анджелеса (LACMA). В 2003 году Фонд Броуда выделил музею 60 миллионов долларов в для его реконструкции и для создания Музея современного искусства Броуда и для музейного фонда приобретения произведений искусства.
Супруги Броуды пожертвовали 6 миллионов долларов Опере Лос-Анджелеса, чтобы на постановку оперы Рихарда Вагнера «Кольцо нибелунгов» в сезоне 2009-10года. В июне 2013 года Фонд Броудов выделил 7 миллионов долларов на продолжение финансирования должности генерального директора в LA Opera, которую Пласидо Доминго занимал до своей отставки с этого поста в 2019 году.
В 2008 году Эли и Эдит Броуды пожертвовали 10 миллионов долларов для основания Центра музыки и исполнительских искусств в Колледже Санта-Моники, The Eli and Edythe Broad Stage и организации помещения для выступлений и презентаций — Эдай (The Edye).
В общей сложности Броуды пожертвовали художественным учреждениям Лос-Анджелеса около 1 миллиарда долларов. Броуд называл Лос-Анджелес «культурной столицей мира».

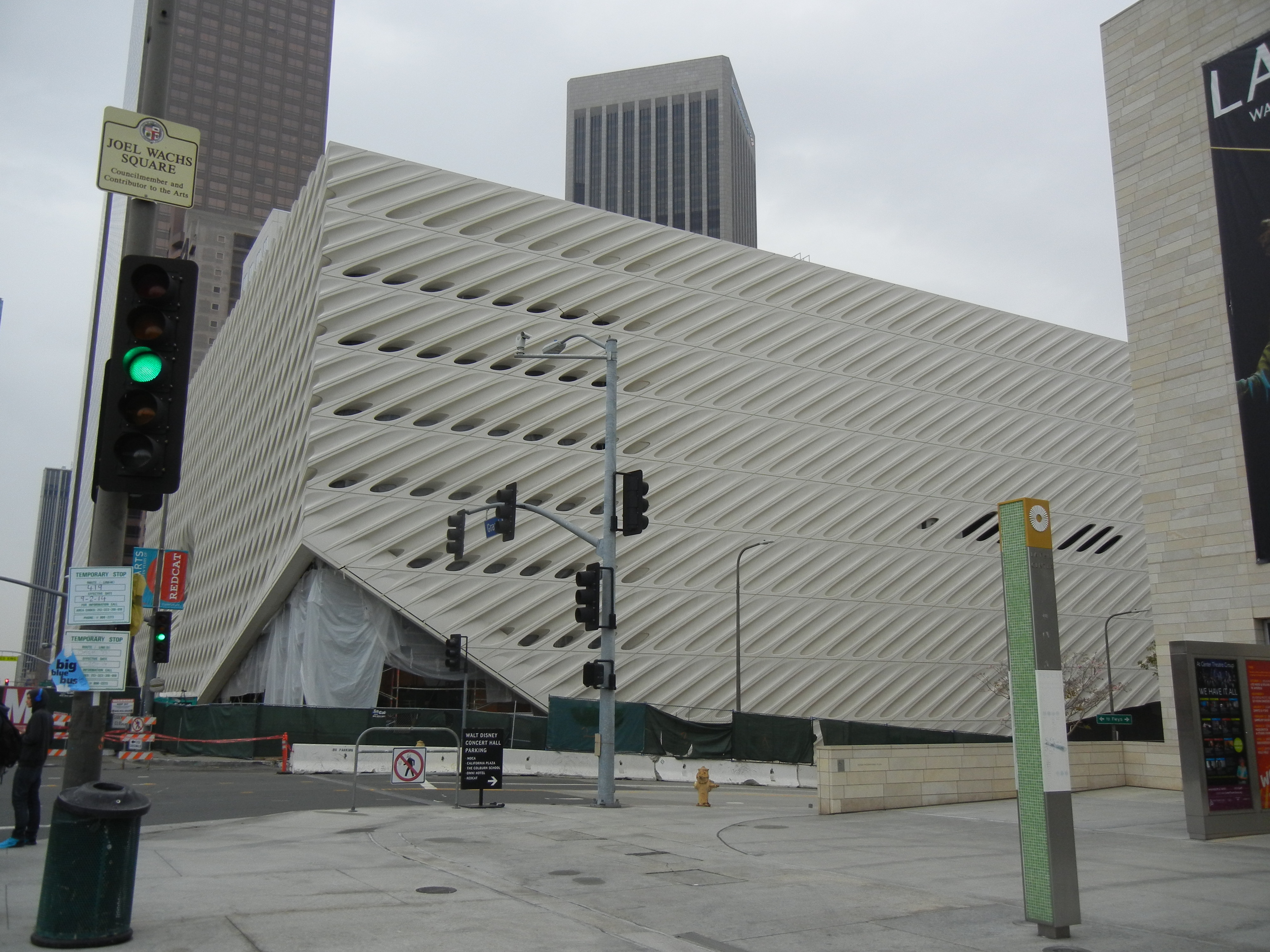
Строящийся музей Броуда, 2015 г.

#### Музей современного искусства
В августе 2010 года Эли Броуд объявил, что построит в Лос-Анджелесе музей современного искусства. В результате проведенного архитектурного конкурса Diller Scofidio + Renfro были выбраны для проектирования музея площадью около 120 тыс. квадратных футов, который включал в себя выставочные площади, офисные помещения и гараж.
В феврале 2015 года был на строительстве музея устроен публичный показ специальной инсталляции, который привлек около 3500 посетителей. Музей Броуда был открыт Фондом Броудов в воскресенье 20 сентября 2015 г. На сегодняшний день его посетили более 2,5 миллионов человек.

#### Проект Гранд Авеню
В 2000 году Броуд основал Комитет Гранд-авеню, который координировал и курировал дальнейшее развитие Гранд-авеню в Лос-Анджелесе. Он участвовал в компании по сбору средств на строительство Концертного зала Уолта Диснея, который открылся в октябре 2003 года. Броуд сыграл важную роль в получении депозита в размере 50 миллионов долларов от разработчика проекта Related Companies, открывшего Гранд-парк летом 2012 .

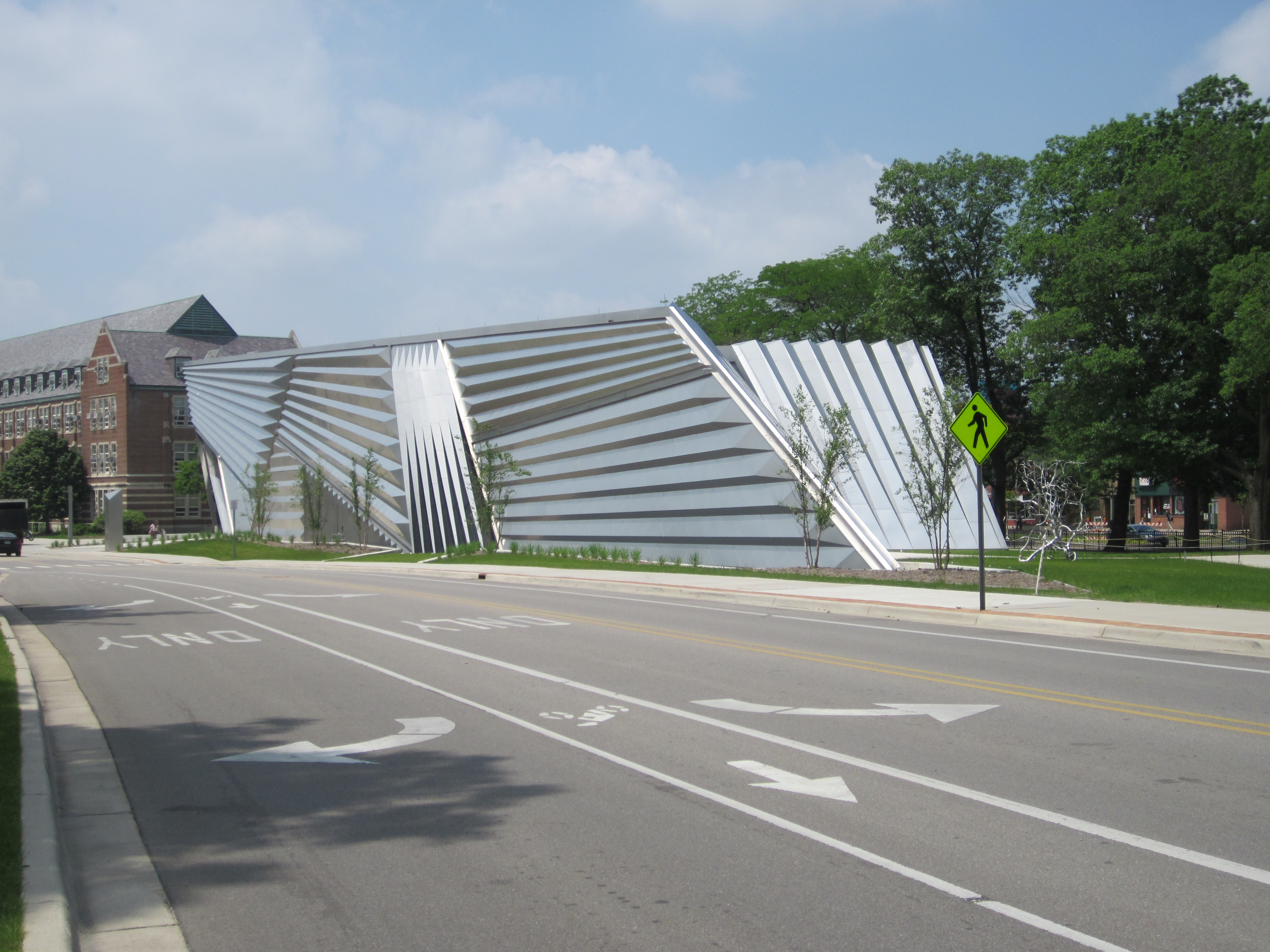
Художественный музей Эли и Эдит Брод Мичиганского государственного университета по адресу 547 East Circle Drive, Ист-Лансинг, Мичиган.

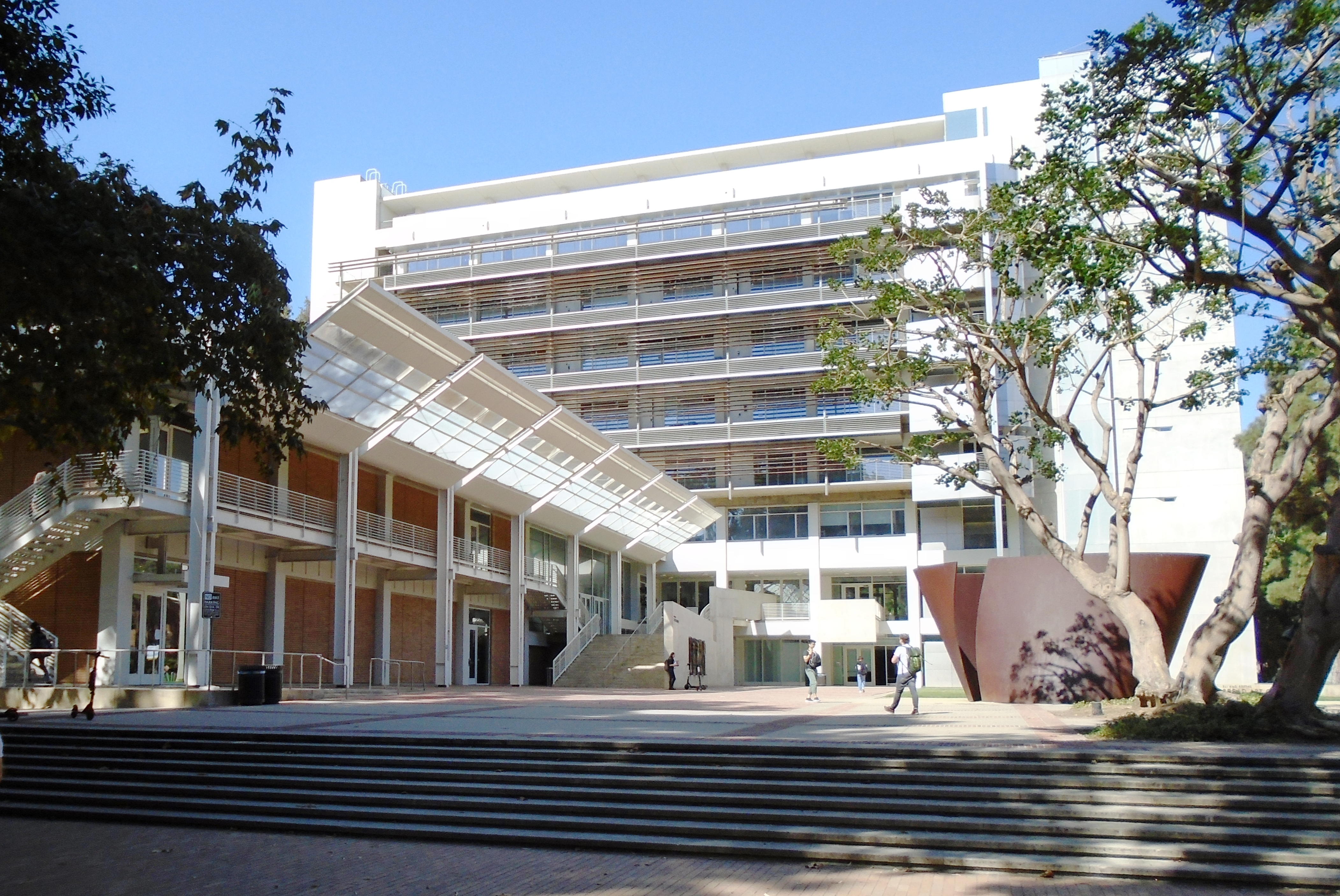
Центр искусств Броуда. Архитектор Ричард Мейер. Находится при Школе искусств и архитектуры Калифорнийского университета в Лос-Анджелесе.

#### Благотворительная деятельность для развития высшего образования
Первый инвестиционный вклад Броуда в образование стало пожертвование в размере 10 миллионов долларов для Колледжа Питцера в 1970 году. В 1973 году он был назначен председателем правления учебного заведения.
В 1991 году Броуд основал Колледж бизнеса Эли Броуда и Высшую школу менеджмента Эли Броуда и выделил 20 миллионов долларов на организацию очного отделения программы MBA в своей альма-матер — Мичиганском государственном университете (МГУ) (Michigan State University (MSU)). Броуды выделили 5 миллионов долларов на создание факультета бизнеса имени Эли и Эдит Л. Броуд.
В 2000 году Броуд вложил 23,2 миллиона долларов для создания Центра искусств Броуда в Калифорнийском университете в Лос-Анджелесе, спроектированный Ричардом Мейером. Эли и Эдит Броуд пожертвовали Michigan State University 28 миллионов долларов на строительство Художественного музея Эли и Эдит Брод по проекту лауреата Притцкеровской премии архитектора Захи Хадид . Музей открылся в ноябре 2012 года. В 2014 году Фонд Броуда объявил о пожертвовании 5 миллионов долларов Художественному музею Броуда в Michigan State University для организации выставок. В том же году Броуды объявили о взносе в размере 25 миллионов долларов на расширение Eli Broad College of Business, В результате общая сумма пожертвований пар в Michigan State University составила почти 100 миллионов долларов.

### Инвестиции в научные и медицинские исследования
Первые крупные инвестиции Фонда Броуда в научные и медицинские исследования были сделаны в изучение воспалительных заболеваний кишечника (ВЗК). Позже Фонд Броуда расширил сферу своей деятельности, сосредоточившись на исследованиях генома и стволовых клеток .
В 2001 году супруги Броуды запустили Broad Medical Research Program для финансирования инновационных исследований, направленных на повышение эффективности лечения ВЗК. Программа была объединена с Crohn’s and Colitis Foundation of America в 2013 году.
В 2003 году Эли и Эдит Броуд пожертвовали 100 миллионов долларов на создание Института Броуда при Массачусетском технологическом институте и Гарварде. Основная задача Института Броуда — улучшение здоровья человека, основное направление — исследование генома для углубления понимания развития болезней человека и развитие современной терапии заболеваний. В следующем году супруги вложили еще 100 миллионов долларов для развития Института. А в 2009 году пожертвовали еще 400 миллионов долларов на создание фонда Института и превращение Института Броуда в независимую некоммерческую организацию. В 2013 году Броуд объявил о дополнительном даре Институту в размере 100 миллионов долларов. Институт Броуда в настоящее время объединяет более 4000 ученых, объем годового бюджета Института Броуда более 400 миллионов долларов.
Центр регенеративной медицины и исследований стволовых клеток Эли и Эдит Броуд в Университете Южной Калифорнии (USC) является продуктом государственно-частного партнерства между California Institute of Regenerative Medicine (Калифорнийским институтом регенеративной медицины), Медицинской школой Кека при Университете Южной КалифорнииUSC, и Фонда Эли и Эдит Броуд, который вложил в основние Центра 30 миллионов долларов в 2006 году. В 2007 году Броуды пожертвовали еще 20 миллионов долларов Центру регенеративной медицины и исследований стволовых клеток Эли и Эдит Брод при Калифорнийском университете в Лос-Анджелесе (UCLA). Год спустя они сделали большой подарок Калифорнийскому университету в Сан-Франциско для новой штаб-квартиры Центра регенеративной медицины и исследований стволовых клеток Эли и Эдит Брод, которая открылась в феврале 2011 года.
Эли Броуд также был пожизненным членом Совета попечителей Калифорнийского технологического института (Калифорнийский технологический институт), где он финансировал Центр биологических наук Броуда. В 2009 году Броуды выделили 5 миллионов долларов на финансирование Объединенного центра трансляционной медицины Калифорнийского технологического института и Калифорнийского технологического института в Лос- Анджелесе . В 2018 году Броуды пообещали Калтеху 5 миллионов долларов на создание профессорской кафедры в честь почетного президента Калифорнийского технологического института Дэвида Балтимора .

### Контроль над огнестрельным оружием
Начиная с 2009 года, Фонд Броуда финансировал исследования случаев насилия с применением огнестрельного оружия и лазеек в законах о безопасности оружия в рамках Исследовательской программы по предотвращению насилия в Медицинской школе и Медицинском центре Калифорнийского университета Дэвиса UC Davis. В августе 2013 года Броуд пожертвовал 250 000 долларов, чтобы противостоять отзыву президента Сената Колорадо Джона Морса и сенатора Анжелы Хирон, которые были отозваны за их поддержку мер по усилению контроля над оборотом огнестрельного оружия, включая запрет на патронные магазины на 15 и более патронов. Броуд работал в консультационном комитете группы по контролю над оружием — Everytown For Gun Safety, когда она была организована в 2014. В 2018 году он вложил один миллион долларов для поддержания группы.

## Коллекция произведений искусства

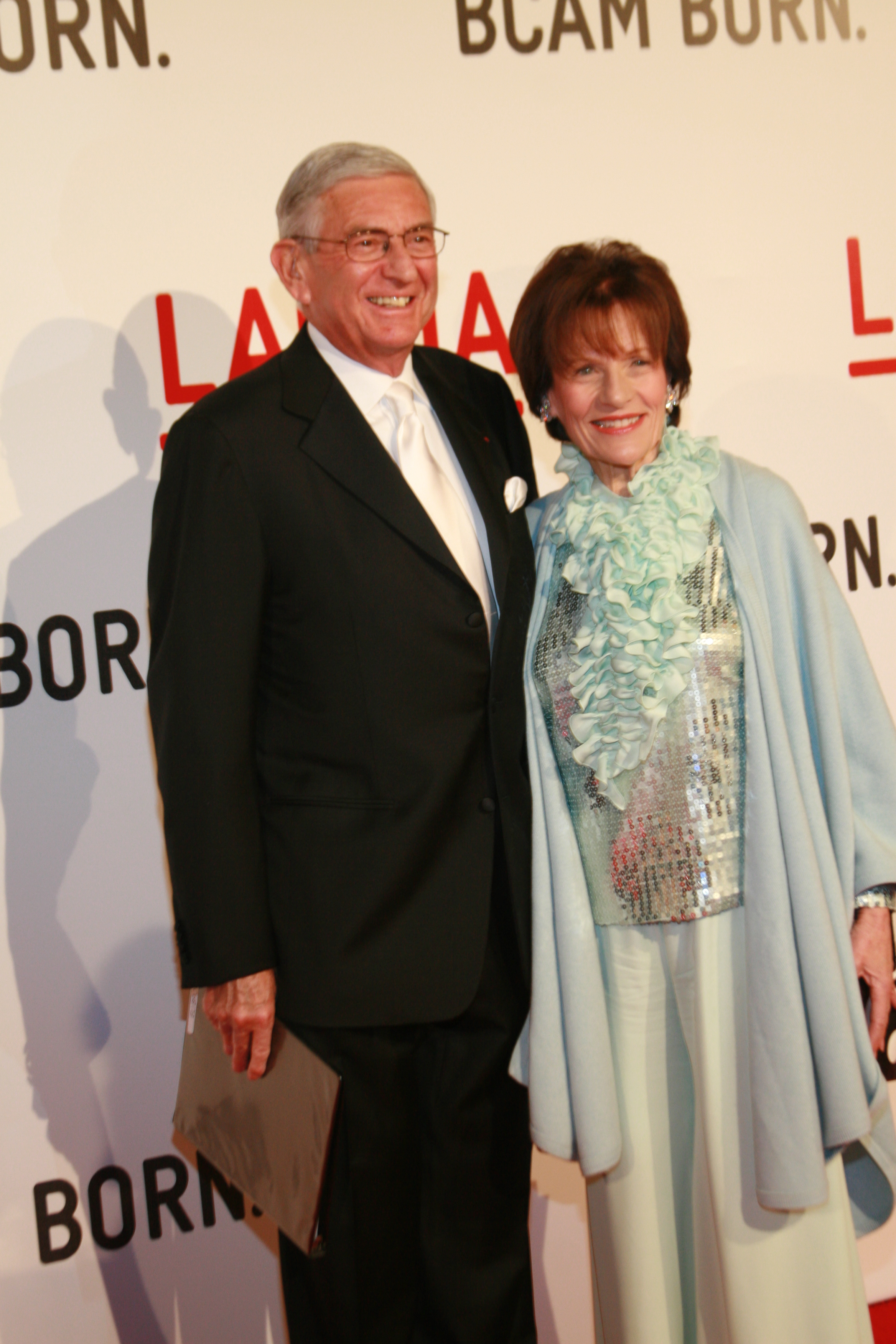
Эдит и Эли Броeд на гала-вечере, организованном Художественным музеем округа Лос-Анджелес в 2008 году.

Эли Броуда привлек в мир искусства интерес его жены Эди к коллекционированию. Их первая крупная покупка была сделана в 1973 году, когда он и Эдье впервые приобрели рисунок Ван Гога под названием Cabanes a Saintes-Maries, 1888. Их наставником стал коллекционер произведений искусства и исполнительный директор MCA Тафт Шрайбер. Ранние приобретения Броудов включали известные работы Миро, Пикассо и Матисса . В итоге, супружеская чета начала проявлять больший интерес к собранию произведений искусства после Второй мировой войны.
Эли и Эдит Броуд основали The Broad Art Foundation в 1984 году с целью сделать свою обширную коллекцию современного искусства более доступной для публики.
У Броудов есть две коллекции, посвященные послевоенному и современному искусству: личная коллекция, насчитывающая почти 600 работ, и коллекция Broad Art Foundation, в которой около 1500 работ.

## Личная жизнь
В начале 1990-х Броуд поручил Фрэнку О. Гери спроектировать основную семейную резиденцию в Брентвуде. Строительство было поручено архитектурной фирме Langdon Wilson на основе первоначальных проектов Гери.
В конце 1990-х Броуд заплатил 5,65 миллиона долларов за два участка в Малибу и поручил Ричарду Мейеру спроектировать прибрежный дом площадью около 5400 квадратных футов (501,6764160000000 м2) который был завершен в 2002 году. Через два месяца после смерти Броуда дом был продан за 51,65 миллиона долларов.
Брод умер 30 апреля 2021 года в медицинском центре Cedars-Sinai в Лос-Анджелесе, Калифорния, после продолжительной болезни, менее чем за два месяца до своего 88-летия.

## Почести и награды
Броуд был членом Американской академии искусств и наук. В 1994 году Французской Республикой был назван кавалером Национального ордена Почетного легиона . В 1998 году Эли Броуд получил премию «Золотая пластина» Американской академии достижений . С 2004 по 2009 год он занимал должность регента Смитсоновского института . В 2007 году он получил медаль Карнеги за благотворительность и премию Дэвида Рокфеллера от Музея современного искусства в марте 2009 года. В октябре 2013 года супруги Броуд были награждены премией Уильяма Э. Саймона за лидерство в благотворительности от Круглого стола по вопросам благотворительности (Philanthropy Roundtable) . Броуд входил в совет директоров Future Generation Art Prize. 2016 году он был назван одним из самых влиятельных людей мира по версии журнала Time . В 2018 году Броуд и его жена были названы выдающимися филантропами в Центре исполнительских искусств Джона Ф. Кеннеди (John F. Kennedy Center for the Performing Arts) в Вашингтоне, округ Колумбия В том же году они получили награду Американской федерации искусств за развитие культуры. В 2019 году супруги получили почетные степени Университета Южной Калифорнии .

## Книги
- Искусство быть неразумным: уроки нестандартного мышления (ISBN 978-1118173213).[11][17]